# 原角鼻龍屬
原角鼻龍屬是獸腳亞目恐龍的一屬，生存於中侏儸紀巴通階的英格蘭。原角鼻龍是種體型小的肉食性恐龍，身長略小於3公尺。
原角鼻龍起初被認為是角鼻龍的祖先，因為牠們口鼻部上的類似小型突起物。但是，原角鼻龍目前被認為是種已知最早的虛骨龍類之一，屬於原始的暴龍超科
。
模式標本是在1910年發現於英國的敏辛漢頓，當時正在進行一項水利工程。該標本目前存放於倫敦自然歷史博物館。

## 分類

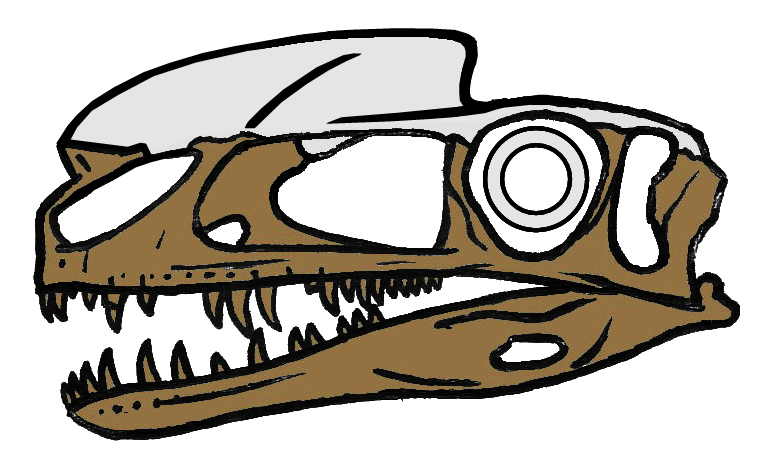
原角鼻龍的頭顱骨

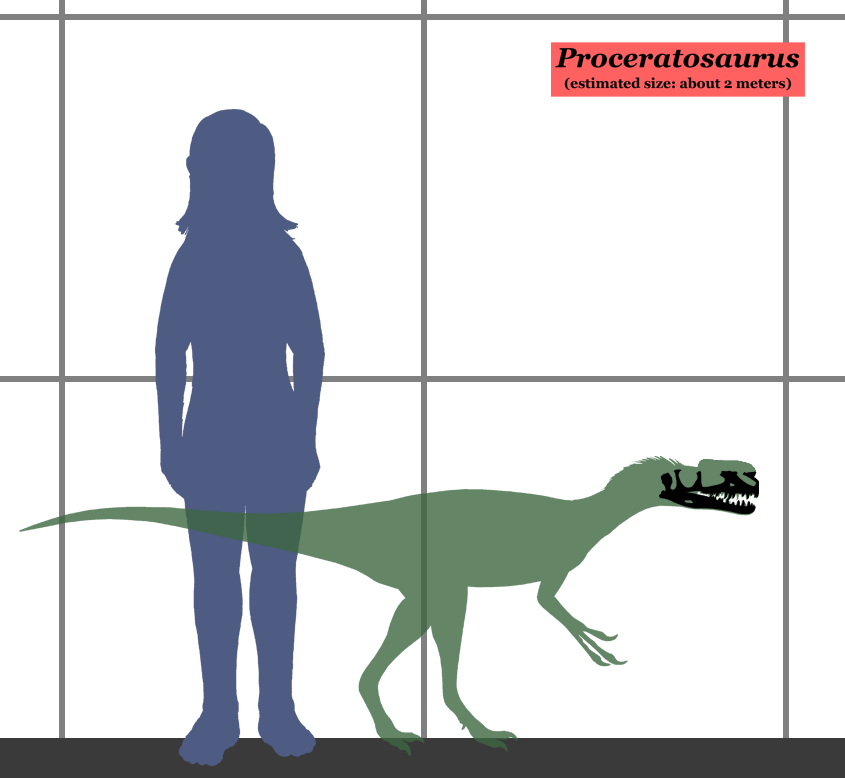
原角鼻龍與人類的體型比較圖

在1910年，亚瑟·史密斯·伍德沃德最初命名這種恐龍時，將牠們歸類於斑龍的一種，布氏斑龍（Megalosaurus bradleyi），並根據類似的鼻骨突起，而認為牠們是角鼻龍的祖先。在1926年，休尼（Friedrich von Huene）博士將牠們建立為獨立的原角鼻龍屬，並支持角鼻龍祖先的理論。在1932年，休尼提出原角鼻龍、角鼻龍都屬於虛骨龍類。
直到1980年代晚期，角鼻龍被發現是種較原始的獸腳類恐龍，並不屬於虛骨龍類，而原角鼻龍的分類位置出現爭議。葛瑞格利·保羅（Gregory S. Paul）提出原角鼻龍是嗜鳥龍的近親，因為當時認為嗜鳥龍的鼻端也有類似的鼻角（這理論後來被推翻）。保羅認為這兩個相似的物種，可能都屬於原角鼻龍類、虛骨龍類、或是原始異特龍超科。此外，保羅更提出體型較大的皮爾逖龍與原角鼻龍是同種動物，所以皮爾逖龍是原角鼻龍的一個次異名。但根據2010年的最新研究，皮爾逖龍與原角鼻龍的化石沒有相似之處，兩者是個別獨立的屬。
21世紀初期的數個種系發生學研究，發現原角鼻龍、嗜鳥龍都屬於虛骨龍類，與角鼻龍類、異特龍類的關係較遠；只有一個2000年的研究仍主張原角鼻龍屬於角鼻龍類。在2004年，湯瑪斯·霍爾茲（Thomas R. Holtz）也發現原角鼻龍屬於虛骨龍類，而且可能是嗜鳥龍的近親。
在2010年，奧利佛·勞赫（Oliver Rauhut）等人發表原角鼻龍的最新演化關係研究，並先在2009年發表於網路上。勞赫等人發現原角鼻龍屬於虛骨龍類的暴龍超科，牠們的最近親是中國的冠龍。勞赫等人將原角鼻龍、冠龍歸類於原角鼻龍科，此科的範圍是：獸腳亞目之中，所以親緣關係較接近於原角鼻龍，而離暴龍、異特龍、美頜龍、虛骨龍、似鳥龍、或恐爪龍較遠的所有物種。
在2016年，托馬斯卡爾和史蒂芬布魯薩特的原角鼻龍科的版本。他們的分支圖如下所示:

|  | 哈卡斯龍屬                                              |
|  |                                                         |
|  | \| \| 羽暴龍屬 \| \| \| \| \| \| 中國暴龍屬 \| \| \| \| |
|  |                                                         |
|  | 羽暴龍屬                                                |
|  |                                                         |
|  | 中國暴龍屬                                              |
|  |                                                         |

|  | 羽暴龍屬   |
|  |            |
|  | 中國暴龍屬 |
|  |            |

|  | 哈卡斯龍屬                                              |
|  |                                                         |
|  | \| \| 羽暴龍屬 \| \| \| \| \| \| 中國暴龍屬 \| \| \| \| |
|  |                                                         |
|  | 羽暴龍屬                                                |
|  |                                                         |
|  | 中國暴龍屬                                              |
|  |                                                         |

|  | 羽暴龍屬   |
|  |            |
|  | 中國暴龍屬 |
|  |            |

|  | 哈卡斯龍屬                                              |
|  |                                                         |
|  | \| \| 羽暴龍屬 \| \| \| \| \| \| 中國暴龍屬 \| \| \| \| |
|  |                                                         |
|  | 羽暴龍屬                                                |
|  |                                                         |
|  | 中國暴龍屬                                              |
|  |                                                         |

|  | 羽暴龍屬   |
|  |            |
|  | 中國暴龍屬 |
|  |            |

|  | 哈卡斯龍屬                                              |
|  |                                                         |
|  | \| \| 羽暴龍屬 \| \| \| \| \| \| 中國暴龍屬 \| \| \| \| |
|  |                                                         |
|  | 羽暴龍屬                                                |
|  |                                                         |
|  | 中國暴龍屬                                              |
|  |                                                         |

|  | 羽暴龍屬   |
|  |            |
|  | 中國暴龍屬 |
|  |            |

## 外部連結
- BBC page on Proceratosaurus
- 原角鼻龍基本數據（页面存档备份，存于） - DinoRuss.com網站